# Margiszki
Margiszki (lit. Margiškiai) – wieś na Litwie, w okręgu mariampolskim, w rejonie szakowskim, położona nad Niemnem.